# Triaenodes transversarius
Triaenodes transversarius är en nattsländeart som beskrevs av Wolfram Mey 1990. Triaenodes transversarius ingår i släktet Triaenodes och familjen långhornssländor. Inga underarter finns listade i Catalogue of Life.